# Scopula deiliniata
Scopula deiliniata är en fjärilsart som beskrevs av W. Warren 1897. Scopula deiliniata ingår i släktet Scopula och familjen mätare. Inga underarter finns listade.